# Савельево (городской округ Солнечногорск)
Савельево — деревня в Московской области России. Входит в городской округ Солнечногорск. Население — 30 чел. (2010).

## География
Деревня Савельево расположена на севере Московской области, в центральной части округа, примерно в 6,5 км к югу от центра города Солнечногорска, в 37,5 км к северо-западу от Московской кольцевой автодороги, между линией Крюково — Тверь Ленинградского направления Московского железнодорожного узла (Московский регион Октябрьской железной дороги) и федеральной автодорогой M10 «Россия». Рядом протекают небольшие речки Глазовка и Задеринога бассейна Истры. Ближайшие населённые пункты — деревни Глазово, Парфёново и Пешки.

## Население
| 1852 | 1859 | 1890 | 1899 | 1926 | 1966 |
| ---- | ---- | ---- | ---- | ---- | ---- |
| 252  | ↘246 | ↘233 | ↘180 | ↗193 | ↗234 |
| 1998 | 2002 | 2010 |      |      |      |
| ↘42  | ↘15  | ↗30  |      |      |      |

## История
Савельево, сельцо 6-го стана, Государственных Имуществ, 121 душа м. п., 131 ж., 41 двор, 49 верст от Тверской заставы проселком.— Нистрем К. Указатель селений и жителей уездов Московской губернии, 1852 г.
В «Списке населённых мест» 1862 года — казённое сельцо 6-го стана Московского уезда Московской губернии по левую сторону Санкт-Петербургского шоссе (из Москвы), в 49 верстах от губернского города, при колодцах, с 54 дворами и 246 жителями (112 мужчин, 134 женщины).
По данным на 1890 год — сельцо Дурыкинской волости Московского уезда с 233 душами населения.
В 1913 году — 50 дворов.
По материалам Всесоюзной переписи населения 1926 года — деревня Парфёновского сельсовета Бедняковской волости Московского уезда в 1,5 км от Ленинградского шоссе и 10,5 км от станции Поворово Октябрьской железной дороги, проживало 193 жителя (76 мужчин, 117 женщин), насчитывалось 44 крестьянских хозяйства.
С 1929 года — населённый пункт в составе Солнечногорского района Московского округа Московской области. Постановлением ЦИК и СНК от 23 июля 1930 года округа как административно-территориальные единицы были ликвидированы.
1929—1957, 1960—1963, 1965—1994 гг. — деревня Пешковского сельсовета Солнечногорского района.
1957—1960 гг. — деревня Пешковского сельсовета Химкинского района.
1963—1965 гг. — деревня Пешковского сельсовета Солнечногорского укрупнённого сельского района.
В 1994 году Московской областной думой было утверждено положение о местном самоуправлении в Московской области, сельские советы как административно-территориальные единицы были преобразованы в сельские округа.
С 1994 до 2006 гг. деревня входила в Пешковский сельский округ Солнечногорского района.
С 2005 до 2019 гг. деревня включалась в Пешковское сельское поселение Солнечногорского муниципального района.
С 2019 года деревня входит в городской округ Солнечногорск, в рамках администрации которого относится с территориальному управлению Пешковское.